# Рейнхарт, Лили
Ли́ли По́лин Ре́йнхарт (англ. Lili Pauline Reinhart; род. 13 сентября 1996) — американская актриса. Наиболее известна по роли Бетти Купер в телесериале «Ривердейл» (2017 —  2023).

## Биография
Рейнхарт родилась в Кливленде, штат Огайо, и выросла в Бэй-Виллидж. Она переехала в Лос-Анджелес, когда ей было 18 лет.
В феврале 2016 года Рейнхарт была выбрана на роль Бетти Купер в телесериале «Ривердейл». Ранее она снималась в телесериале «Выживание Джека», который выходил на канале FOX в 2014 году.
Она снялась в эпизоде телесериала «Закон и порядок: Специальный корпус» и сыграла главные роли в фильмах «Хороший сосед», «Мисс Стивенс», «Forever’s End», «Gibsonburg», «Короли лета», «Не махал, а тонул» и «Лилит».
10 февраля 2017 года было объявлено, что Лили снимется в фильме «Галвестон», совместно с Беном Фостером и Эль Фэннинг.
В 2019 году появилась информация о том, что актриса снимется в фильме «Стриптизёрши», вместе с Карди Би и Джей Ло.
17 июня 2019 года было объявлено, что Лили присоединилась к актёрскому составу фильма «Химические сердца», экранизации одноимённого романа Кристал Сазерленд. Она исполнит в фильме главную роль, а также выступит в качестве его исполнительного продюсера.

## Личная жизнь
С 2017 по 2020 год Рейнхарт встречалась с актёром Коулом Спраусом.
В июне 2020 года Рейнхарт совершила каминг-аут, сказав, что является бисексуалкой.

## Фильмография
| Год       |     | Русское название                    | Оригинальное название                  | Роль          |
| --------- | --- | ----------------------------------- | -------------------------------------- | ------------- |
| 2010      | кор | —                                   | For Today                              | Рейчел        |
| 2010      | с   | —                                   | Scientastic!                           | Лиа           |
| 2011      | с   | Закон и порядок: Специальный корпус | Law & Order: Special Victims Unit      | Кортни Лейн   |
| 2011      | кор | —                                   | The Most Girl Part of Girl             | Эми           |
| 2011      | ф   | Лилит                               | Lilith                                 | Лилит         |
| 2012      | ф   | Не махал, а тонул                   | Not Waving But Drowning                | Эми           |
| 2013      | ф   | Короли лета                         | The Kings of Summer                    | Вики          |
| 2013      | кор | Первая надежда                      | The First Hope                         | Карен         |
| 2013      | ф   | —                                   | Gibsonburg                             | Кэти Коланер  |
| 2013      | ф   | —                                   | Forever’s End                          | Лили Уайт     |
| 2014      | с   | Выживание Джека                     | Surviving Jack                         | Хизер         |
| 2015      | тф  | Приподнятый                         | Cocked                                 | Маргерит      |
| 2016      | ф   | Мисс Стивенс                        | Miss Stevens                           | Марго Дженсен |
| 2016      | ф   | Хороший сосед                       | The Good Neighbor                      | Эшли          |
| 2017      | с   | Ночное шоу с Джимми Фэллоном        | The Tonight Show Starring Jimmy Fallon | Бетти Купер   |
| 2017—2023 | с   | Ривердейл                           | Riverdale                              | Бетти Купер   |
| 2018      | ф   | Галвестон                           | Galveston                              | Тиффани       |
| 2019      | ф   | Стриптизёрши                        | Hustlers                               | Аннабель      |
| 2019      | ф   | Ангелы Чарли                        | Charlie's Angels                       | рекрут        |
| 2020      | мс  | Симпсоны                            | The Simpsons                           | Белла-Элла    |
| 2020      | ф   | Химические сердца                   | Chemical Hearts                        | Грейс Таун    |
| 2022      | ф   | Смотри в обе стороны                | Look both ways                         | Натали        |

## Награды и номинации
| Награды и номинации | Награды и номинации             | Награды и номинации                                | Награды и номинации | Награды и номинации | Награды и номинации |
| Год                 | Награда                         | Категория                                          | Номинант            | Результат           | Прим.               |
| ------------------- | ------------------------------- | -------------------------------------------------- | ------------------- | ------------------- | ------------------- |
| 2013                | New York VisionFest             | Breakthrough Performance Award                     | The First Hope      | Номинация           | [ 14 ]              |
| 2017                | TV Line’s Performer of the Week | Performance in «Body Double»                       | Ривердейл           | Номинация           | [ 15 ]              |
| 2017                | Teen Choice Awards              | Лучшая звезда нового сериала                       | Ривердейл           | Победа              |                     |
| 2017                | Teen Choice Awards              | Лучшая экранная пара (совместно с Коулом Спраусом) | Ривердейл           | Победа              |                     |
| 2018                | Teen Choice Awards              | Лучшая звезда нового сериала                       | Ривердейл           | Победа              | [ 16 ]              |
| 2018                | Teen Choice Awards              | Лучшая экранная пара (совместно с Коулом Спраусом) | Ривердейл           | Победа              | [ 16 ]              |
| 2018                | Teen Choice Awards              | Лучший поцелуй                                     | Ривердейл           | Победа              | [ 16 ]              |
| 2018                | Сатурн                          | Лучший молодой актёр или актриса в телесериале     | Ривердейл           | Номинация           | [ 17 ]              |